# Книжка року 2013
«Книжка року 2013» — XV Всеукраїнський рейтинг, що проводиться Центром рейтингових досліджень «Еліт-Профі». Співорганізаторами конкурсу 2013, крім Центру, були: Інститут літератури імені Т.Г. Шевченка НАН України, Національний педагогічний університет імені М.П. Драгоманова, «Фонд сприяння розвитку мистецтв України» та газета «Україна молода». 
Підсумки XV Всеукраїнського рейтингу «Книжка року-2013» були оприлюднені у п’яти програмах з 20 по 24 січня 2014 року в ефірі Першого Національного: 20-хвилинній програмі «ПРО ГОЛОВНЕ: Тиждень книжкової моди на Першому Національному» та 50-хвилинній програмі «Нехай вам буде кольорово!  Тиждень книжкової моди на Першому Національному».

## Номінації
| Номінація            | Категорія | Автор                               | Назва | Видавництво                             | Результат |
| -------------------- | --- | ----------------------------------- | --- | --------------------------------------- | --------- |
|                      | |                                     | |                                         |           |
| "Красне письменство" | Сучасна українська проза / есеїстика / драматургія                                                                         | Валерій Шевчук                      | Дім на горі. Чотири романи. Серія "Перлини сучасної літератури"                                                                         | К.: А-БА-БА-ГА-ЛА-МА-ГА                 | Перемога  |
| "Красне письменство" | Жанрова література (детектив / пригоди / фантастика / любовний роман / історичний роман / молодіжна проза / автобіографії) | Михайло Бриних                      | Шидеври світової літератури. Хрестоматія доктора Падлючча. Том І.; Шидеври вкраїнської літератури. Хрестоматія доктора Падлючча. Том 1. | К.: Laurus                              | Перемога  |
| "Красне письменство" | Зарубіжна проза / есеїстика / драматургія                                                                                  | Ден Браун                           | Інферно | Х.: Клуб сімейного дозвілля             | Перемога  |
| "Красне письменство" | Поезія / афористика | Аттила Могильний                    | Київські контури. Серія «Українська поетична антологія»                                                                                 | К.: А-БА-БА-ГА-ЛА-МА-ГА                 | Перемога  |
| "Красне письменство" | Поезія / афористика | Віктор Неборак                      | Літаюча голова. Серія «Українська поетична антологія»                                                                                   | К.: А-БА-БА-ГА-ЛА-МА-ГА                 | Перемога  |
| "Красне письменство" | Поезія / афористика | Іван Малкович                       | Подорожник. Серія «Українська поетична антологія»                                                                                       | К.: А-БА-БА-ГА-ЛА-МА-ГА                 | Перемога  |
| "Красне письменство" | Поезія / афористика | Микола Вінграновський, Назар Гончар | Автопортрети; На срібнім березі. Серія «Українська поетична антологія»                                                                  | К.: А-БА-БА-ГА-ЛА-МА-ГА                 | Перемога  |
| "Красне письменство" | Поезія / афористика | Юрій Андрухович                     | Листи в Україну. Серія «Українська поетична антологія»                                                                                  | К.: А-БА-БА-ГА-ЛА-МА-ГА                 | Перемога  |
| "Красне письменство" | Поезія / афористика | Юрко Позаяк                         | Шедеври. Вибрані вірші. Серія «Українська поетична антологія»                                                                           | К.: А-БА-БА-ГА-ЛА-МА-ГА                 | Перемога  |
| «Хрестоматія»        | Художня класика: тексти, мемуари, біографії                                                                                | Ґео Шкурупій                        | Вибрані твори. Серія «Розстріляне Відродження»                                                                                          | К.: Смолоскип                           | Перемога  |
| «Хрестоматія»        | Літературознавство / критика                                                                                               |                                     | Шевченківська енциклопедія. В 6 томах. Том 1, 2.                                                                                        | К.: Інститут літератури ім.Т.Г.Шевченка | Перемога  |
| «Дитяче свято»       | Твори для дошкільнят і молодших школярів                                                                                   | Мар’яна Прохасько, Тарас Прохасько  | Хто зробить сніг | Л.: Видавництво Старого Лева            | Перемога  |
| «Дитяче свято»       | Твори для школярів молодших і середніх класів                                                                              | Володимир Рутківський               | Потерчата. Дитяча сповідь для дорослих, які так нічому й не навчилися                                                                   | Тернопіль: Навчальна книга–Богдан       | Перемога  |
| «Дитяче свято»       | Підліткова та юнацька література                                                                                           | Олексій Кононенко                   | Українська міфологія та культурна спадщина                                                                                              | Х.: Фоліо                               | Перемога  |
| «Софія»              | Зарубіжна гуманітаристика                                                                                                  | Чарльз Тейлор                       | Секулярна доба; Етика автентичності | К. : Дух і Літера                       | Перемога  |
| «Софія»              | Українська гуманітаристика                                                                                                 | Віталій Чернецький                  | Картографуючи посткомуністичні культури                                                                                                 | К.: Критика                             | Перемога  |
| «Обрії»              | Науково-популярна література                                                                                               | Браян Фейґен                        | Велике потепління: Зміна клімату та піднесення й гибель цивілізацій                                                                     | К.: Ніка-Центр                          | Перемога  |
| «Обрії»              | Науково-популярна література                                                                                               | Вільям Радимен                      | Плуг, мор і нафта: Як людство здобуло контроль над кліматом                                                                             | К.: Ніка-Центр                          | Перемога  |
| «Обрії»              | Науково-популярна література                                                                                               | Тер´є Тверд                         | Подорож у майбутнє води. Серія «VIAE HUMANAE»                                                                                           | К.: Ніка-Центр                          | Перемога  |
| «Обрії»              | Публіцистика / сучасні мемуари                                                                                             | Василь Пилип’юк. Роман Лубківський  | Борис Возницький. Володар кам’яного персня. Серія «Постаті»                                                                             | Л.: Світло й Тінь                       | Перемога  |
| «Обрії»              | Спеціальна література | Віктор Петров                       | Розвідки. У 3-х томах | К.: Темпора                             | Перемога  |
| «Обрії»              | Енциклопедичні та довідкові видання                                                                                        |                                     | Словник української мови | К.: Просвіта                            | Перемога  |
| «Минувшина»          | Науково-популярні видання                                                                                                  | Володимир В’яткович                 | Історія з грифом «Секретно». Українське ХХ століття                                                                                     | Л.: Часопис                             | Перемога  |
| «Минувшина»          | Дослідження / документи | Сергій Білокінь                     | Масовий терор як засіб державного управління в СРСР 1917–1941. Том 2                                                                    | Дрогобич: Коло                          | Перемога  |
| «Минувшина»          | Біографії / мемуари | Тамара Скрипка                      | Родові гнізда Драгоманових–Косачів: їх устрій та культура                                                                               | К.: Темпора                             | Перемога  |
| «Візитівка»          | Мистецтво | Жан-Клод Маркаде                    | Малевич | К.: Родовід                             | Перемога  |
| «Візитівка»          | Етнологія / етнографія / фольклор / соціолінгвістика                                                                       | Лідія Артюх                         | Звичаї українців у народному календарі                                                                                                  | К.: Балтія-Друк                         | Перемога  |
| «Візитівка»          | Краєзнавча і туристична література                                                                                         |                                     | Вечный Киев. Жизнь большого города | К.: Балтія-Друк                         | Перемога  |